# Grand-Laviers
Grand-Laviers település Franciaországban, Somme megyében. Lakosainak száma 462 fő (2022. január 1.). Grand-Laviers Sailly-Flibeaucourt, Abbeville, Buigny-Saint-Maclou, Cambron, Port-le-Grand és Saigneville községekkel határos.

## Népesség
A település népességének változása:
| Lakosok száma | 351  | 397  | 447  | 433  | 446  | 459  | 465  | 463  | 462  |
|               | 2013 | 2015 | 2016 | 2017 | 2018 | 2019 | 2020 | 2021 | 2022 |